# Пропафенон
Пропафенон — синтетичний антиаритмічний препарат Іc класу для перорального та парентерального застосування.

## Фармакологічні властивості
Пропафенон — синтетичний антиаритмічний препарат Іc класу. Механізм дії препарату полягає у інгібуванні швидких натрієвих каналів зі зменшенням швидкості деполяризації та подовженням часу проведення імпульсу по передсердях, AV-вузлові та головним чином по провідній системі серця. Препарат чинить стабілізуючу дію на мембрани міокарду, пригнічує проведення імпульсу по додаткових шляхах (при синдромі WPW), сповільнює швидкість зростання потенціалу дії, знижує збудливість міокарду, пригнічує ектопічний автоматизм, знижує схильність міокарда до фібриляції. Пропафенон має також місцевоанестезуючу дію. Препарат не має впливу на потенціал спокою. Пропафенон має помірну бета-адреноблокуючу активність без клінічного значення. Проте існує можливість, що високі добові дози препарату можуть спричинити симпатолітичний (антиадренергічний) ефект. На ЕКГ пропафенон викликає невелике подовження зубця Р, інтервалів PR та QRS, тоді як інтервал QT, як правило, залишається незміненим.

### Фармакодинаміка
Пропафенон добре та повністю всмоктується у шлунково-кишковому тракті, але біодоступність при пероральному прийомі становить лише 3—10 %, що пов'язано з ефектом першого проходження через печінку. При парентеральному застосуванні біодоступність становить 100 %. Препарат добре зв'язується з білками плазми крові. Максимальна концентрація препарату в крові досягається протягом 1—3,5 години. Препарат добре розподіляється у більшості тканин організму. Пропафенон проникає через плацентарний бар'єр та виділяється в грудне молоко. Метаболізується препарат в печінці з утворенням активних метаболітів. Виводиться пропафенон з організму переважно із жовчю, а також нирками у вигляді метаболітів. Період напіввиведення препарату варіює, у більшості осіб становить 2—10 годин, в осіб із фенотипом «повільного метаболізму» період напіввиведення складає 17—32 години, у хворих із порушенням функції печінки період напіввиведення пропафенону також може збільшуватися.

## Показання до застосування
Пропафенон застосовують при тяжких та життєво небезпечних шлуночкових аритміях та суправентрикулярних тахіаритміях, включаючи пароксизмальну форму фібриляції передсердь, тахікардії із залученням AV-вузла, суправентрикулярної тахікардії при синдромі WPW та синдромі CLC.

## Побічна дія
При застосуванні пропафенону можливі наступні побічні ефекти:
- Алергічні реакції — часто — екзантематозні пустули на шкірі[1], нечасто (0,1—1 %) висипання на шкірі, свербіж шкіри, кропив'янка, гарячка, гіперемія шкіри, задишка або затруднення дихання, вовчакоподібний синдром.
- З боку травної системи — часто (1—10 %) зміна смаку, втрата апетиту, болі в животі, нудота, блювання, діарея або запор; із невідомою частотою гепатит, жовтяниця, холестаз.
- З боку нервової системи — часто (1—10 %) головний біль, запаморочення, сплутаність свідомості, шум у вухах, втрата слуху, порушення зору, сонливість або безсоння, екстрапірамідні розлади, втрата свідомості, кома, загострення міастенії, депресія, парестезії, психоз, манії, судоми.
- З боку опорно-рухового апарату — часто (1—10 %) артралгії; нечасто (0,1—1 %) слабість у м'язах, судоми м'язів.
- З боку дихальної системи — часто (1—10 %) диспное, бронхоспазм.
- З боку сечостатевої системи — нечасто (1—10 %) нефротичний синдром, еректильна дисфункція; із невідомою частотою оборотна олігоспермія, ниркова недостатність.
- Зміни в лабораторних аналізах — часто (1—10 %) підвищення активності амінотрансфераз та лужної фосфатази в крові; нечасто (0,1—1 %) анемія, тромбоцитопенія, агранулоцитоз або гранулоцитопенія, лейкопенія, гіперглікемія, підвищення рівня антинуклеарних антитіл, гіпонатріємія.

Найчастішими побічними ефектами пропафенону є порушення з боку серцево-судинної системи. У хворих при прийомі пропафенону може спостерігатися проаритмогенний ефект. Цей ефект спостерігається рідше, чим при застосуванні інших антиаритмічних препаратів, наприклад флекаїніду. При застосуванні пропафенону частою побічною дією є ортостатична гіпотензія та синусова брадикардія. Крім цього, побічними ефектами з боку серцево-судинної системи можуть бути стенокардія, передчасне скорочення шлуночків, набряк, міжшлуночкова блокада, збільшення тривалості комплексу QRS на ЕКГ, аритмії по типу «пірует», аритмії по типу torsade de pointes, фібриляція шлуночків, порушення серцевої провідності (включаючи синоатріальну, атріовентрикулярну та інтравентрикулярну блокаду), синдром слабості синусового вузла, серцева недостатність (у тому числі може відбутися погіршення уже існуючої серцевої недостатності), зупинка серця.

## Протипокази
Пропафенон протипоказаний при підвищеній чутливості до препарату, при виявленому синдромі Бругада, неконтрольованій хронічній серцевій недостатності (фракція викиду лівого шлуночка < 35 %), кардіогенному шоці (крім аритмогенного), тяжкій симптоматичній брадикардії, тяжкій гіпотонії, важких електролітних порушеннях, важких захворюваннях легень, важкій печінковій недостатності, дисфункції синусового вузла, порушенні передсердної провідності, AV-блокаді ІІ-го або вище ступеня, блокаді пучка Гіса або дистальній блокаді при відсутності штучного водія ритму, міастенії. З обережністю препарат застосовують при вагітності та годуванні грудьми. Пропафенон не застосовують сумісно із ритонавіром, рифампіцином, аміодароном, циклоспорином, трициклічними антидепресантами, нейролептиками.

## Форми випуску
Пропафенон випускається у вигляді таблеток по 0,15 та 0,3 г та ампул по 10 і 20 мл 0,35 % розчину.

## Стереохімія
Пропафенон містить стереоцентр і складається з двох енантіомерів. Це рацемат, тобто суміш  R - і  S -форми у рівних кількостях:
| Енантіомери пропафенону | Енантіомери пропафенону |
| ----------------------- | ----------------------- |
| CAS-Nummer: 107381-31-7 | CAS-Nummer: 107381-32-8 |